# Esra Vural

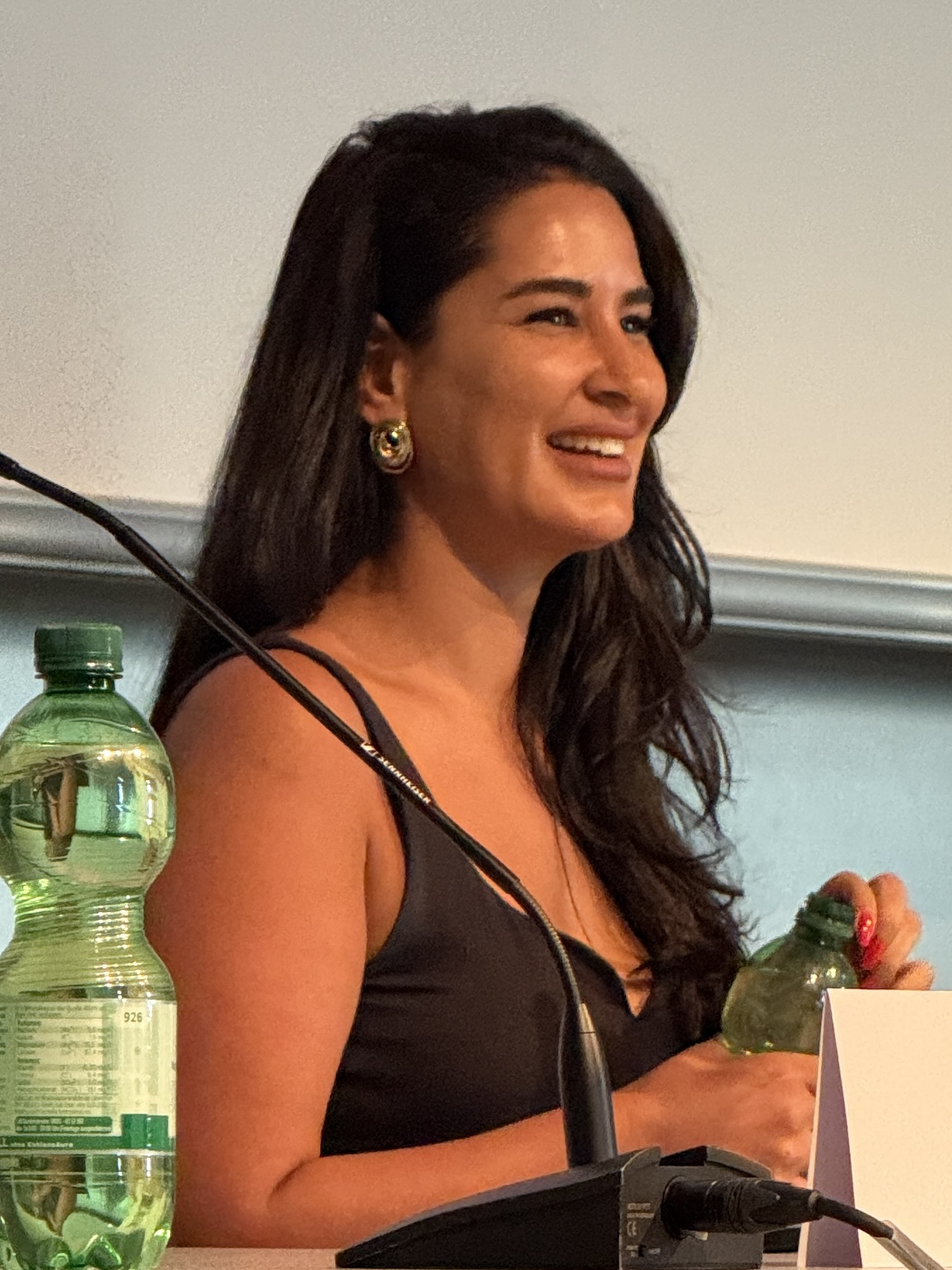
Esra Vural (2025)

Esra Vural (anhörenⓘ; * 8. August 1983 in Berlin) ist eine deutsche Synchronsprecherin sowie Sprecherin von Hörspielen und Hörbüchern. Seit 1993 leiht sie verschiedenen anderssprachigen Schauspielerinnen ihre Stimme. Neben der Synchronisation für Fernsehen und Kino kann man Esra Vural unter anderem in Werbungen, Dokumentationen und Videospielen hören. Zu ihren bekanntesten Rollen zählen Tokio in Haus des Geldes, Gretchen in Disneys Große Pause, Sharpay in High School Musical und Aria in Pretty Little Liars.

## Laufbahn
Vural ist kurdischer Abstammung; sie wurde in Berlin als Tochter zazaischer Kurden aus dem osttürkischen Hozat geboren. Als Kind wollte Vural Ärztin werden. Durch ihre Freundin Julia Kaufmann, mit der sie zusammen zur Schule ging, trat sie zufällig und nebenbei ins Synchrongeschäft ein. Neben ihrer Tätigkeit als Synchronsprecherin studierte sie das Fach Kulturwissenschaft und Medien, brach dies jedoch nach wenigen Semestern wieder ab, um sich ganz dem Synchronsprechen zu widmen.
Vural lieh ihre Stimme Schauspielerinnen wie Ashley Tisdale und Ashlee Simpson. Sie war in mehreren Filmen, unter anderem in High School Musical, sowie in zahlreichen Serien wie Smallville und O.C., California zu hören. Vural leiht ihre Stimme zudem der Pretty Little Liars-Hauptdarstellerin Lucy Hale und der Haus-des-Geldes-Hauptdarstellerin Úrsula Corberó. Auch in Animeserien wie Attack on Titan in der sie Ymir spricht, ist sie zu hören. Ihr Bruder Arda Vural arbeitet ebenfalls in der Filmsynchronisation.

## Synchronarbeiten (Auswahl)
Salli Saffioti
- 2011: Monster High – Monsterkrass verliebt! als Clawdeen Wolf
- 2012: Monster High – Flucht von der Schädelküste als Clawdeen Wolf
- 2012: Monster High – Mega Monsterparty! als Clawdeen Wolf
- 2013: Monster High – 13 Wünsche als Clawdeen Wolf
- 2013: Monster High – Scaris: Monsterstadt der Mode als Clawdeen Wolf
- 2014: Monster High – Fatale Fusion als Clawdeen Wolf
- 2014: Monster High – Licht aus, Grusel an! als Clawdeen Wolf
- 2015: Monster High – Buh York, Buh York als Clawdeen Wolf
- 2015: Monster High – Das große Schreckensriff als Clawdeen Wolf
- 2015: Monster High – Verspukt: Das Geheimnis der Geisterketten als Clawdeen Wolf
- 2016: Monster High – Willkommen an der Monster High als Clawdeen Wolf

Ashley Tisdale
- 2005–2008: Hotel Zack & Cody (Fernsehserie) als Maddie Fitzpatrick
- 2006: High School Musical – Tanz mit als Sharpay Evans (Premiere/TV Version)
- 2007: High School Musical 2: Singt alle oder keiner! als Sharpay Evans
- 2008: High School Musical 3: Senior Year als Sharpay Evans
- 2008: Zack & Cody an Bord (Fernsehserie), Episode 1.13 als Maddie Fitzpatrick
- 2008: Party Date – Per Handy zur großen Liebe als Mandie Gilbert
- 2009: Die Noobs – Klein aber gemein als Bethany Pearson
- 2011: Sharpay’s fabelhafte Welt als Sharpay Evans
- 2013: Scary Movie 5 als Jody Sanders
- 2015: Playing It Cool als Ashley Tisdale

Lucy Hale
- 2010–2017: Pretty Little Liars (Fernsehserie) als Aria Montgomery
- 2011: Scream 4 als Sherrie
- 2017: Dude als Lily
- 2020: Riverdale (Fernsehserie) als Katy Keene

Úrsula Corberó
- 2017–2021: Haus des Geldes (Fernsehserie) als Tokio
- 2021: Snake Eyes: G.I. Joe Origins als The Baroness
- 2023: Körper in Flammen (Fernsehserie) als Rosa

Danielle Harris
- 2007: Halloween als Annie Brackett
- 2009: Halloween II als Annie Brackett

Alexandra Daddario
- 2017: Baywatch als Summer
- 2019: Why Women Kill (Fernsehserie) als Jade

### Filme
- 1998: Ein Zwilling kommt selten allein – Courtney Woods als Nicole
- 2008: Bedtime Stories – Teresa Palmer als Violet Nottingham
- 2010: Burlesque – Tyne Stecklein als Jesse
- 2012: Fun Size – Jane Levy als April
- 2012: Pitch Perfect – Kelley Jakle als Jessica
- 2013: Pain & Gain – Bar Paly als Sorina Luminita
- 2014: Detektiv Conan: Der Scharfschütze aus einer anderen Dimension – Noriko Hidaka als Masumi Sera
- 2015: Demonic: Haus des Horrors – Cody Horn als Michelle
- 2019: Shazam! – Meagan Good als Darla Shazam
- 2019: Operation Red Snake – Band of Sisters – Camélia Jordana als Kenza
- 2022: Interceptor – Elsa Pataky als Captain JJ Collins

### Serien
- 1997–2001: Disneys Große Pause – Ashley Johnson als Gretchen Grundler
- 2000: Star Trek: Raumschiff Voyager – Marley S. McClean als Mezoti
- 2000–2005: Queer as Folk – Makyla Smith als Daphne Chanders
- 2002–2004: Eine himmlische Familie – Ashlee Simpson als Cecilia
- 2004: Rubi – Bezauberndes Biest – Bárbara Mori als Rubí Pérez Ochoa de Ferrer
- 2004: Power Rangers Dino Thunder – Emma Lahana als Kira Ford / Gelber Dino Ranger
- 2006: Ghost Whisperer – Stimmen aus dem Jenseits – Vanessa Lengies als Caitlin Emerson
- 2006–2009: Kyle XY – Chelan Simmons als Hillary Shepard
- 2007–2010: Chuck – Julia Ling als Anna Wu
- 2007–2012: One Tree Hill – Bevin Prince als Bevin Mirskey
- 2008–2012: Gossip Girl – Amanda Setton als Penelope Shafai
- 2009: Skins – Hautnah – Megan Prescott als Katie Fitch
- 2009–2012: One Tree Hill – Jana Kramer als Alex Dupre
- 2010: Ikki Tousen Xtrem Xecuters – Aya Endō als Mouki Bachou
- 2010–2018: Adventure Time – Abenteuerzeit mit Finn und Jake – Hynden Walch als Prinzessin Bubblegum
- 2011: Puella Magi Madoka Magica – Eri Kitamura als Sayaka Miki
- 2012: Dusk Maiden of Amnesia – Yumi Hara als Yuuko Kanoe
- 2013: Spartacus – Anna Hutchison als Laeta
- 2013–2015: Under the Dome – Mackenzie Lintz als Norrie Calvert–Hill
- 2013–2018: Hit the Floor – Logan Browning als Jelena Howard
- 2014–2018: Scorpion – Jadyn Wong als Happy Quinn
- 2015: Rita – Sara Hjort Ditlevsen als Molly Madsen
- 2015: Vikings – Jennie Jacques als Judith
- 2016: Vampire Diaries – Leslie-Anne Huff als Rayna Cruz
- 2016–2017: Zoo – Nora Arnezeder als Chloe
- 2017: Teen Wolf – Sibongile Mlambo als Tamora Monroe
- 2017–2019: Happy! – Lili Mirojnick als Detective Meredith „Merry“ McCarthy
- 2017–2023: Attack on Titan – Saki Fujita als Ymir
- 2017–2023: Riverdale – Asha Bromfield als Melody Valentine
- 2018: Greenhouse Academy – Reina Hardesty als Aspen Fairchild
- 2018: Anne with an E – Cara Ricketts als Mary
- 2019–2024: Élite – Claudia Salas als Rebeka P.
- seit 2019: Date A Live – Asami Sanada als Kurumi Tokisaki
- 2020: Sex Education − Anjana Vasan als Helen und Tsion Habte als Fiona Brady
- 2021: Halston – Krysta Rodriguez als Liza Minnelli
- seit 2021: Monster bei der Arbeit – Mindy Kaling als Val
- 2021: Fünffache Rache – Sofía Engberg als Juana Bautista
- 2022: The Woman in the House Across the Street from the Girl in the Window – Shelley Hennig als Lisa
- 2022: Riverdale – Caroline Day als Heather

## Hörbücher und Hörspiele (Auswahl)
- 2019: Die Schülersprecher-Wahl: Lego Friends 10
- 2019: Heldinnen: Lego Friends 12
- 2020: Hatice Schmidt: Dein Leben ist kein Zufall: Mein Weg zu mir, Der Audio Verlag, ISBN 978-3-7484-0131-5
- 2022 (Audible): Lisa Ludwig Gnu: Du schaffst das nicht – Über Kontrollverlust, Kampfgeist und unstillbaren Hunger, riva Verlag

## Dokumentationen
- 2021: Kampf auf der Bosporus-Brücke – Die Türkei und der gescheiterte Putschversuch